# Viktor An
Ahn Hyun-soo (Koreaans: 안현수) (Seoel, 23 november 1985) is een Russisch-Zuid-Koreaans shorttracker. Hij won op de Olympische Winterspelen in Turijn als tweede Koreaanse atleet driemaal goud tijdens één olympiade en vanaf 2003 tot 2006 won hij vier wereldtitels op rij.
Na een conflict met de Zuid-Koreaanse shorttrackbond komt hij sinds 2011 onder de naam Viktor An (Russisch: Виктор Ан) uit voor Rusland. Hij heeft zijn naam ook officieel in Viktor An gewijzigd. De keuze voor de naam Viktor was mede geïnspireerd door het feit dat een andere bekende Rus van Koreaanse origine Viktor Tsoi ook die naam droeg. Daarnaast speelde de betekenis van de naam ("winnaar") een rol. Op de Olympische Winterspelen in Sotsji won hij voor zijn nieuwe thuisland opnieuw drie gouden en een bronzen medaille, waarmee hij een van de succesvolste sporters in de olympische geschiedenis werd.

## Biografie
An begon op 8-jarige leeftijd met schaatsen toen hij op de lagere school zat. Tijdens de Olympische Winterspelen van 1994 in Lillehammer kwam hij voor het eerst in aanraking met shorttrack op televisie toen zijn held Chae Ji-hoon goud op de 500 meter en zilver op de 1000 meter won voor Zuid-Korea. Ahn werd ontdekt en gecoacht door tweevoudig Olympisch Kampioen Kim Ki-hoon, die nog steeds zijn coach is.

### Olympische Spelen 2002 en 2006
Ahn nam in 2002 in Salt Lake City deel aan de Olympische Spelen, waarvandaan hij zonder medaille huiswaarts keerde na een uiterst vreemde race, waarbij vier van de vijf rijders onderuit gingen en de Australiër Steven Bradbury er met het goud vandoor ging. Tijdens de Spelen van 2006 won Ahn goud op de 1000 en 1500 meter. Op de 1000m, waar hij voor zijn landgenoot Lee Ho-suk en rivaal Apolo Anton Ohno finishte, reed hij een nieuw Olympisch Record met een tijd van 1:26.739. Naast deze twee individuele medailles won hij ook nog goud met het Koreaanse team, naast Ahn bestaande uit Lee Ho-suk, Seo Ho-jin en Song Suk-woo, op de 5000m estafette. Behalve deze drie gouden plakken won Ahn tevens brons op de 500 meter.

### Andere overwinningen
In 2002 werd Ahn Hyun-soo wereldkampioen bij de junioren. In datzelfde jaar finishte hij als tweede achter Kim Dong-sung bij het wereldkampioenschap voor senioren. In 2003 won hij zijn eerste wereldtitel bij de senioren. In 2004, 2005 en 2006 prolongeerde hij deze titel, waarmee hij als enige mannelijke shorttracker vier wereldtitels op rij bezit. Tijdens de kampioenschappen van 2006 werd hij gediskwalificeerd in de finales van de 500 en de 3000 meter, maar door zijn winst op de 1000 en 1500 meter eiste hij de titel toch op met 68 punten, voor Lee Ho-suk (60 punten). Tijdens de wereldbeker shorttrack van 2003 en 2005 eindigde hij als eerste in het eindklassement. Ahn is tevens wereldrecordhouder op de 1000, de 1500 en 3000 meter.

### Conflict
Na het wereldkampioenschap van 2006 reisde Ahn terug naar Korea. Aangekomen op Incheon International Airport sloeg Ahns vader, Ahn Ki-won de vicepresident van de Koreaanse Schaatsbond (KSU), omdat hij het niet eens was met de gang van zaken tijdens het WK. Volgens hem was de bondscoach tegen Ahn en had hij de andere Koreaanse finalisten opgedragen Ahn in de weg te zitten en zo van zijn wereldtitel af te houden. Deze ruzie had tot resultaat dat het Koreaanse shorttrack verdeeld raakte in twee kampen, waarbij men zelfs weigerde met iemand van het andere kamp in dezelfde ruimte te verblijven. Ahn, die door dit conflict gecoacht werd door de bondscoach van de Koreaanse vrouwen, gaf op zijn eigen website aan dat de spanningen hem bijna te veel waren geworden en dat hij zelfs wilde stoppen met shorttrack. Mede door deze uitspraak besloot de Koreaanse bond om volgend seizoen weer met een team met één coach op de baan te verschijnen.

### Olympische Spelen 2014
Na het conflict met de Koreaanse schaatsbond veranderde Ahn zijn naam in Viktor An en kwam uit voor Rusland. Op de Olympische Winterspelen in Sotsji, in zijn nieuwe thuisland Rusland, won An brons op de 1500 meter maar bleek hierna onklopbaar en won hij de 1000 meter, de 500 meter en de 5000 meter estafette met de Russische ploeg. Hiermee kwam hij op acht olympische medailles, waarvan zes gouden en twee bronzen. Dit maakte hem een van de succesvolste (winter)sporters in de olympische geschiedenis werd.
Later dat seizoen werd hij ook nog eens voor de zesde keer wereldkampioen.

## Stijl
Tijdens wedstrijden rijdt Ahn niet of nauwelijks op kop, hij volgt slechts de andere rijders, waarna hij een aantal rondes voor het einde met een passeerbeweging de winst pakt. Onder sportcommentatoren wordt soms gezegd dat Ahn patent heeft op deze rijstijl. Tijdens de 5000 meter estafette in Turijn sleepte hij het goud in de wacht voor Korea door in de laatste ronde olympisch kampioen Canada te passeren. Hij kan zowel buitenom als binnendoor inhalen.

## Persoonlijke records
| afstand    | tijd          | datum      | baan           | land |
| ---------- | ------------- | ---------- | -------------- | ---- |
| 500 meter  | 39,961        | 2-11-2019  | Salt Lake City | USA  |
| 1000 meter | 1.23,487      | 10-11-2013 | Turijn (stad)  | ITA  |
| 1500 meter | 2.10,639 (WR) | 23-10-2003 | Marquette      | USA  |
| 3000 meter | 4.39,485      | 22-01-2005 | Innsbruck      | AUT  |

## Resultaten
| jaar | EK  | Olympische Spelen                    | Wereldbeker                              | WK individueel                                                      | WK teams | WK Junioren                               |
| ---- | --- | ------------------------------------ | ---------------------------------------- | ------------------------------------------------------------------- | -------- | ----------------------------------------- |
| 2002 | nvt | 500m: 4                              |                                          | Klassement: · 1000m: · 3000m:                                       |          | Klassement: · 1000m: · 1500m: · 1500m SF: |
| 2003 | nvt |                                      | Klassement: · 500m: · 1000m: · 1500m:    | Klassement: · 1500m: · 1000m: · 3000m: · Aflossing:                 |          |                                           |
| 2004 | nvt |                                      | Klassement: · 500m: · 1000m: · 1500m:    | Klassement: · 1500m: · 1000m: · 3000m: · Aflossing:                 |          |                                           |
| 2005 | nvt |                                      | Klassement: · 500m: 10 · 1000m: · 1500m: | Klassement: · 1500m: · 1000m: · 3000m: · Aflossing:                 |          |                                           |
| 2006 |     | 500m: · 1000m: · 1500m: · Aflossing: | Klassement: · 500m: · 1000m: · 1500m:    | Klassement: · 1500m: · 500m: 4 · 1000m: · 3000m: DQ · Aflossing: DQ |          |                                           |
| 2014 |     | 500m: · 1000m: · 1500m: · Aflossing: |                                          | Klassement:                                                         |          |                                           |

- International Standard Name Identifier: 0000 0004 6018 8615
- Virtual International Authority File: 258149616690203751099

1994: Chae Ji-hoon ·
1998: Takafumi Nishitani ·
2002: Marc Gagnon ·
2006: Apolo Anton Ohno ·
2010: Charles Hamelin ·
2014: Viktor An ·
2018: Wu Dajing ·
2022: Shaoang Liu
1992: Kim Ki-hoon ·
1994: Kim Ki-hoon ·
1998: Kim Dong-sung ·
2002: Steven Bradbury ·
2006: Ahn Hyun-soo ·
2010: Lee Jung-su ·
2014: Viktor An ·
2018: Samuel Girard ·
2022: Ren Ziwei
2002: Apolo Anton Ohno ·
2006: Ahn Hyun-soo ·
2010: Lee Jung-su ·
2014: Charles Hamelin ·
2018: Lim Hyo-jun ·
2022: Hwang Dae-heon
1992: Kim, Lee, Mo, Song ·
1994: Carnino, Fagone, Herrnhof, Vuillermin ·
1998: Bédard, Campbell, Drolet, Gagnon ·
2002: Bédard, Gagnon, Guilmette, Tremblay, Turcotte ·
2006: Ahn, Lee, Seo, Song ·
2010: Bastille, Ch. Hamelin, F. Hamelin, Jean, Tremblay ·
2014: An, Grigorev, Jelistratov, Zacharov ·
2018: S. Liu, S.S. Liu, Knoch, Burján ·
2022: Ch. Hamelin, Dubois, Pierre-Gilles, Dion
1976: Alan Rattray · 
1977: Gaétan Boucher · 
1978: James Lynch · 
1979: Hiroshi Toda · 
1980: Gaétan Boucher · 
1981: Benoît Baril · 
1982: Guy Daignault · 
1983: Louis Grenier · 
1984: Guy Daignault · 
1985: Toshinobu Kawai · 
1986: Tatsuyoshi Ishihara · 
1987: Toshinobu Kawai/Michel Daignault · 
1988: Peter van der Velde · 
1989: Michel Daignault · 
1990: Lee Joon-ho · 
1991: Wilf O'Reilly · 
1992: Kim Ki-hoon · 
1993: Marc Gagnon · 
1994: Marc Gagnon · 
1995: Chae Ji-hoon · 
1996: Marc Gagnon · 
1997: Kim Dong-sung · 
1998: Marc Gagnon · 
1999: Li JiaJun · 
2000: Min Ryoung · 
2001: Li JiaJun · 
2002: Kim Dong-sung · 
2003: Ahn Hyun-soo · 
2004: Ahn Hyun-soo · 
2005: Ahn Hyun-soo · 
2006: Ahn Hyun-soo · 
2007: Ahn Hyun-soo · 
2008: Apolo Anton Ohno · 
2009: Lee Ho-suk · 
2010: Lee Ho-suk · 
2011: Noh Jin-kyu · 
2012: Kwak Yoon-gy · 
2013: Sin Da-woon · 
2014: Viktor An · 
2015: Sjinkie Knegt · 
2016: Han Tianyu · 
2017: Seo Yi-ra · 
2018: Charles Hamelin · 
2019: Lim Hyo-jun · 
2021: Shaoang Liu ·
2022: Shaoang Liu